# SeaWorld San Diego
SeaWorld San Diego est un parc d'attractions américain de la chaîne SeaWorld situé en Californie, à San Diego. Il est la propriété du groupe SeaWorld Parks & Entertainment.

## Histoire
SeaWorld est fondé en 1964 par 4 diplômés de l'université de Californie. L'idée première était de construire un restaurant sous-marin. Comme le projet était techniquement irréalisable, le concept évolue dans le sens d'un aquarium public et parc zoologique à la fois. Le parc débute avec un investissement initial de 1,5 million de dollars, 45 employés, quelques dauphins, des lions de mer et deux grands aquariums d'eau de mer. Peu de temps après l'ouverture, en 1965, le parc reçoit sa première orque, Shamu.
En 1970, un second parc SeaWorld ouvre à Aurora, dans l'Ohio, près de Cleveland. Il est suivi par le SeaWorld Orlando en 1973 et en 1988 par le SeaWorld San Antonio, au Texas.

## Les attractions
| Nom                              | Type                        | Constructeur          | Année |
| -------------------------------- | --------------------------- | --------------------- | ----- |
| Abby's Sea Star Spin             | Tasses                      |                       | 2008  |
| Arctic Rescue                    | Montagnes russes lancées    | Intamin               | 2023  |
| Bayside Skyride                  | Téléphérique                |                       | 1967  |
| Electric Eel                     | Montagnes russes en métal   | Premier Rides         | 2018  |
| Elmo's Flying Fish               | Manège pour enfants         |                       | 2008  |
| Emperor                          | Machine plongeante          | Bolliger & Mabillard  | 2022  |
| Journey to Atlantis              | Montagnes russes aquatiques | Mack Rides            | 2004  |
| Lights, Camera, Imagination 4-D! | Cinéma 4-D                  |                       | 2008  |
| Manta                            | Montagnes russes lancées    | Mack Rides            | 2012  |
| Oscar's Rocking Eel              | Rockin' Tug                 | Zamperla              | 2008  |
| Riptide Rescue                   | Airboat                     | Huss Park Attractions |       |
| Seaworld Skytower                | Gyro Tower                  |                       | 1969  |
| Shipwreck Rapids                 | Rivière rapide en bouées    | Intamin               |       |
| Tidal Twister                    | Single-rail                 | Skyline Attractions   | 2019  |
| Wild Arctic Ride                 | Simulateur de mouvements    | Reflectone            | 1997  |

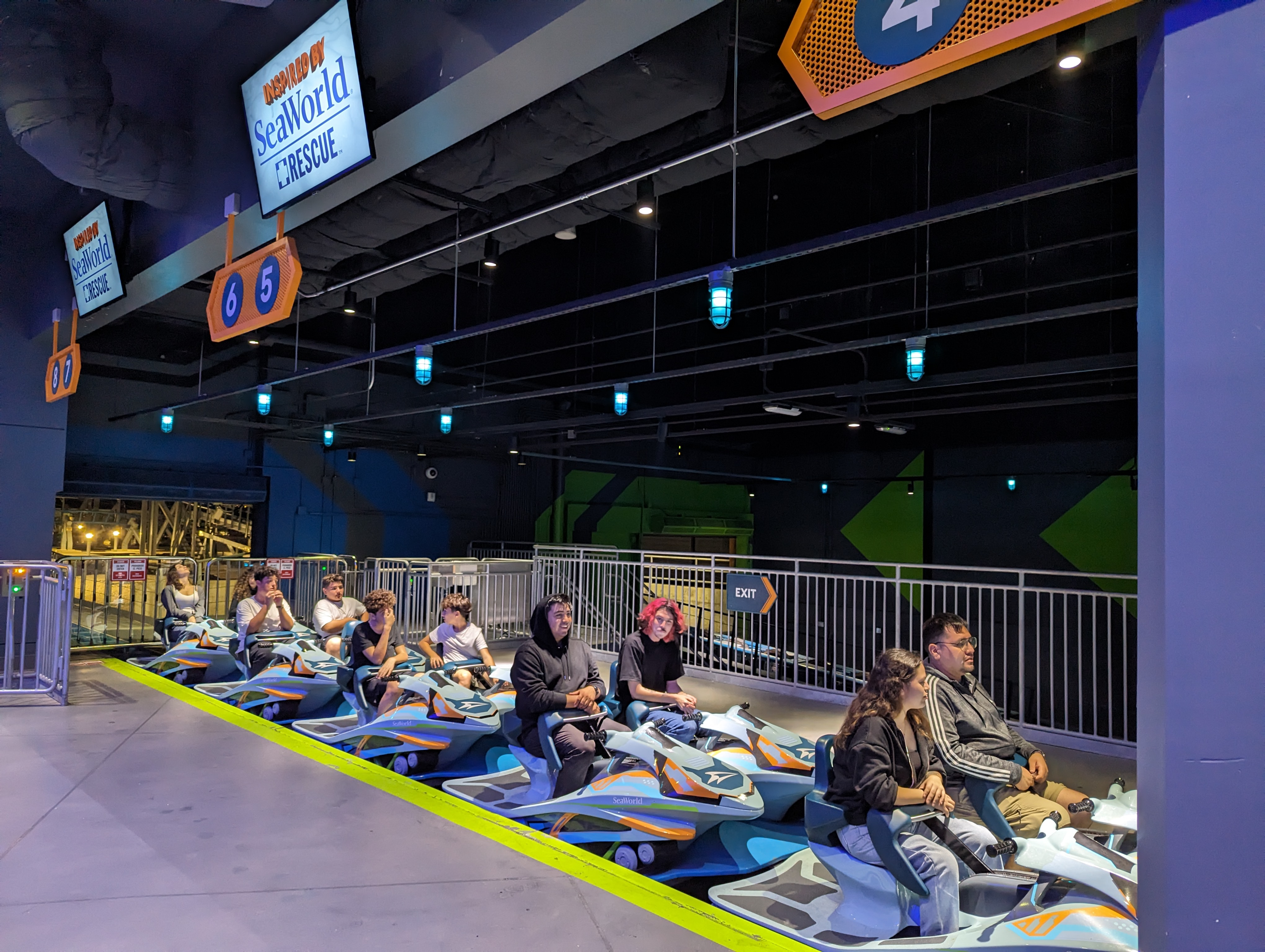
Arctic Rescue
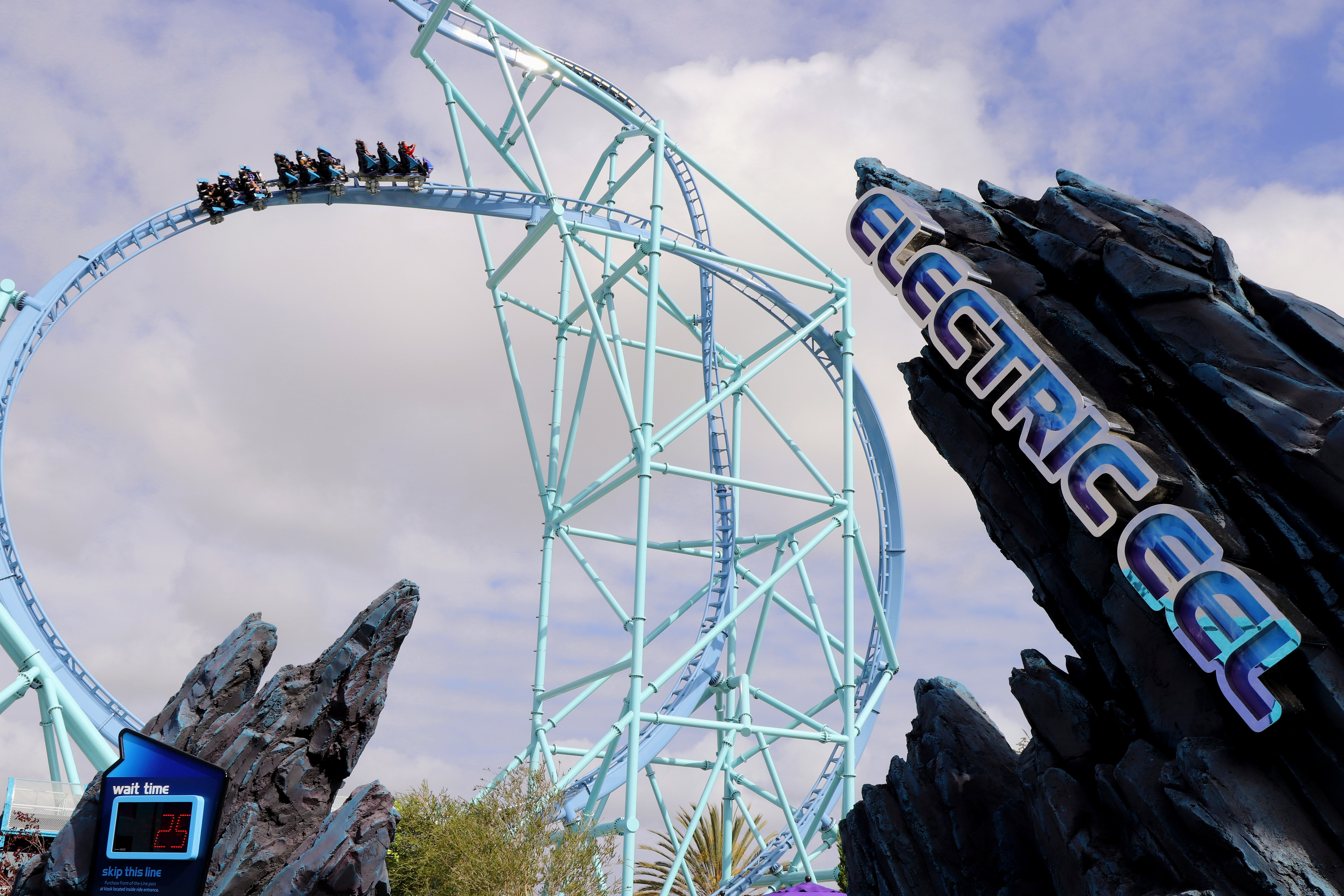
Electric Eel
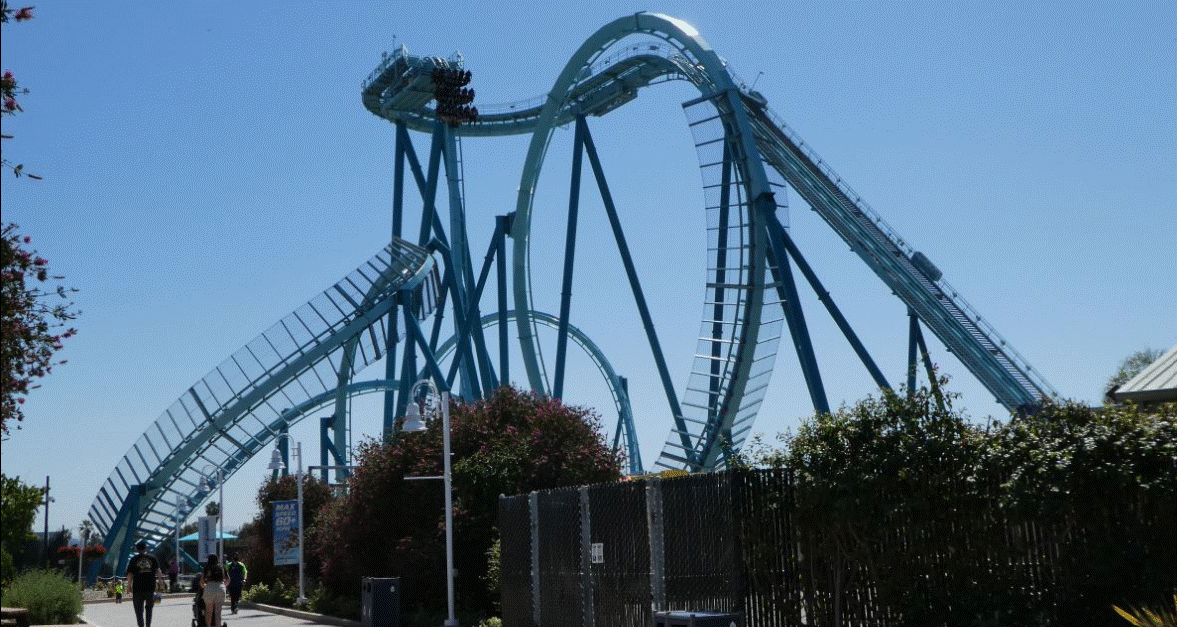
Emperor
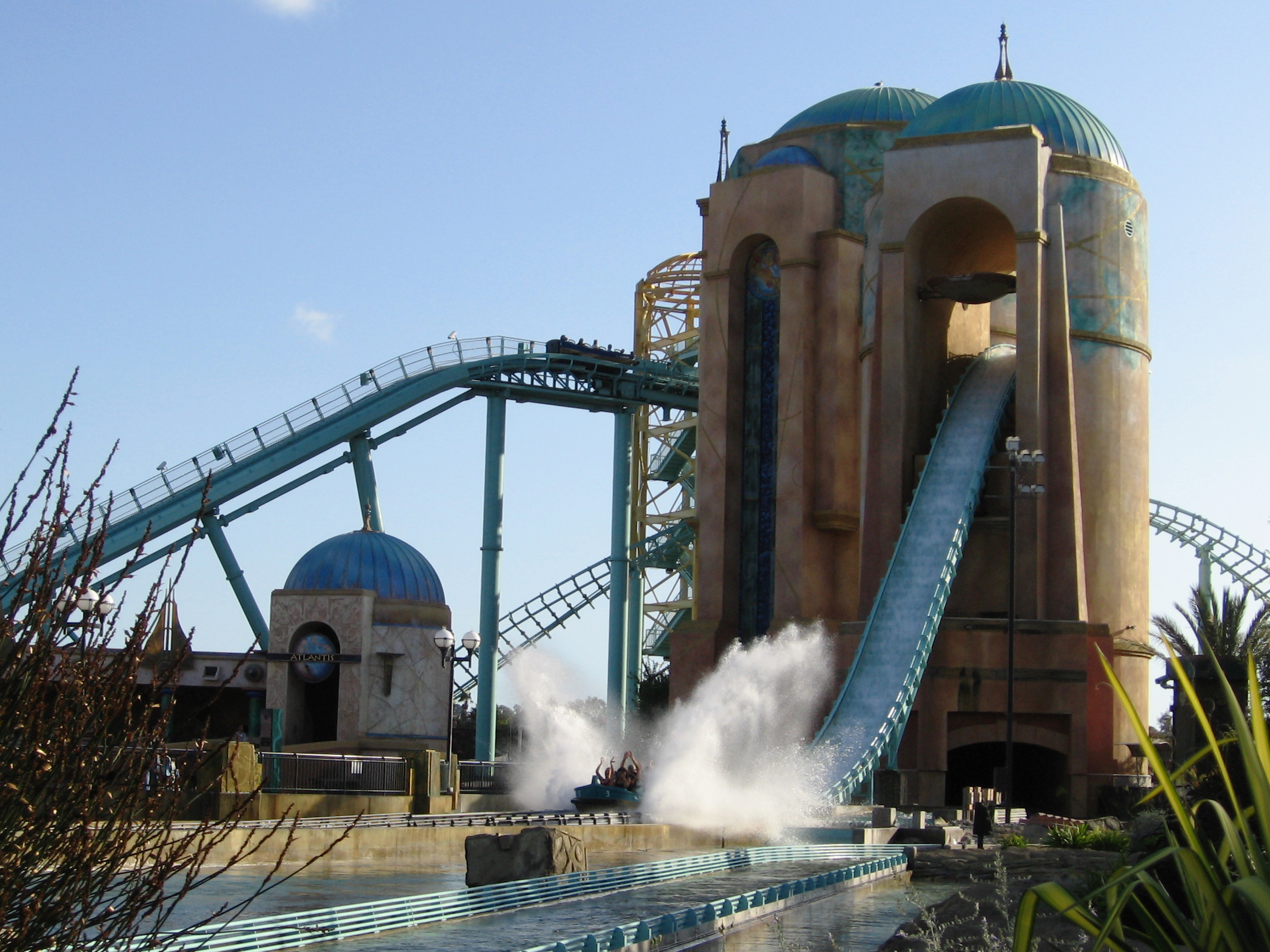
Journey to Atlantis
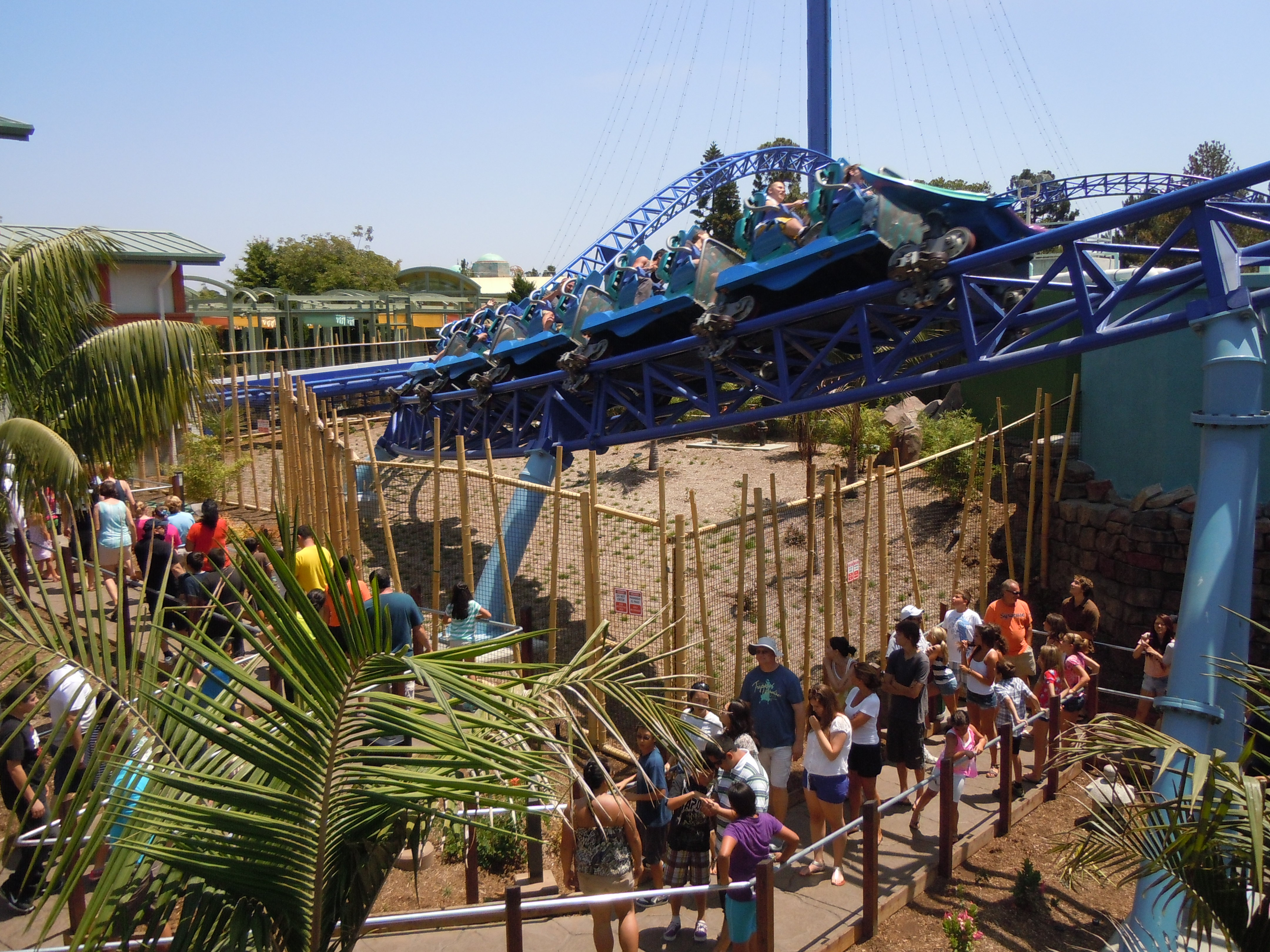
Manta
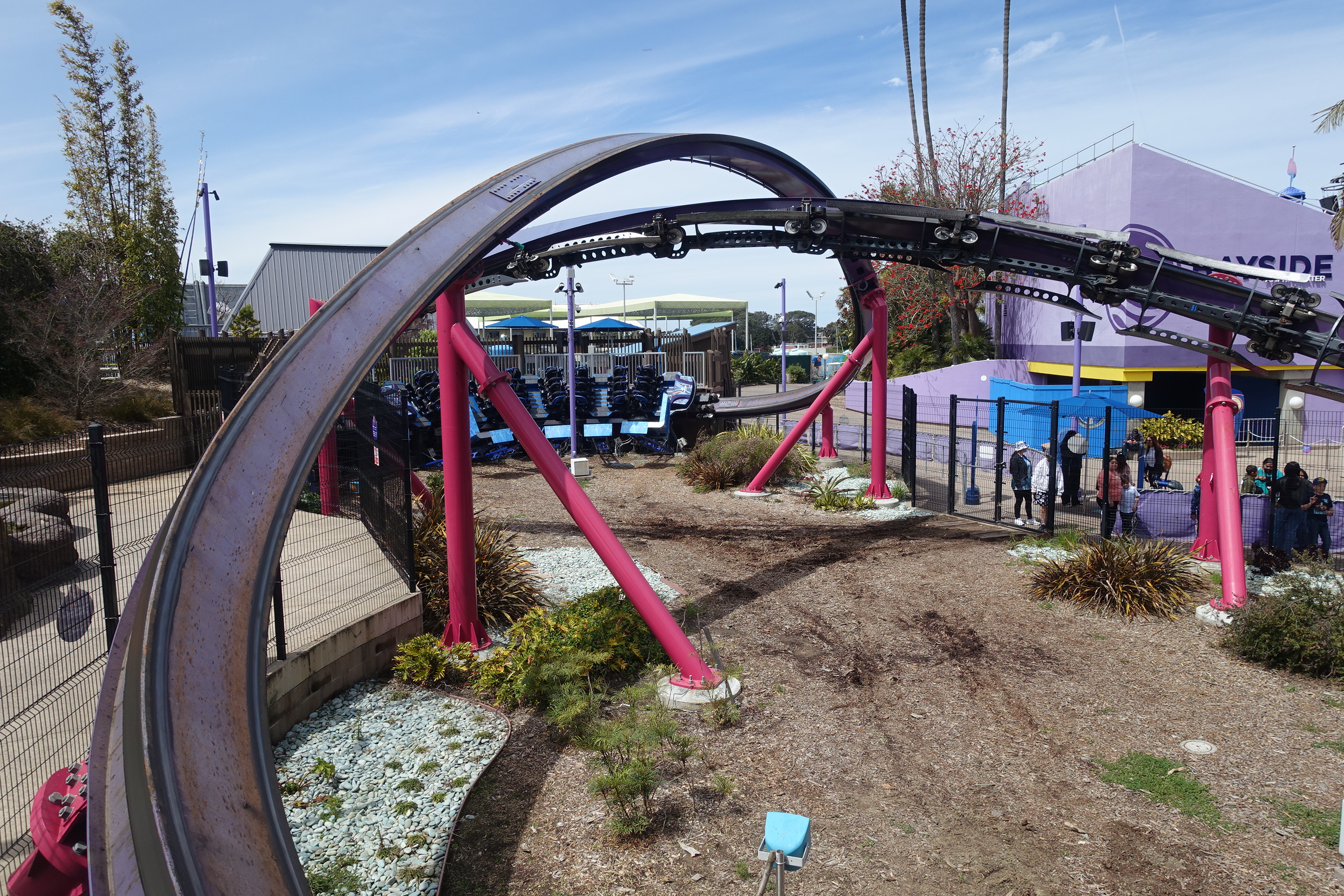
Tidal Twister

## Les animaux

### Orques

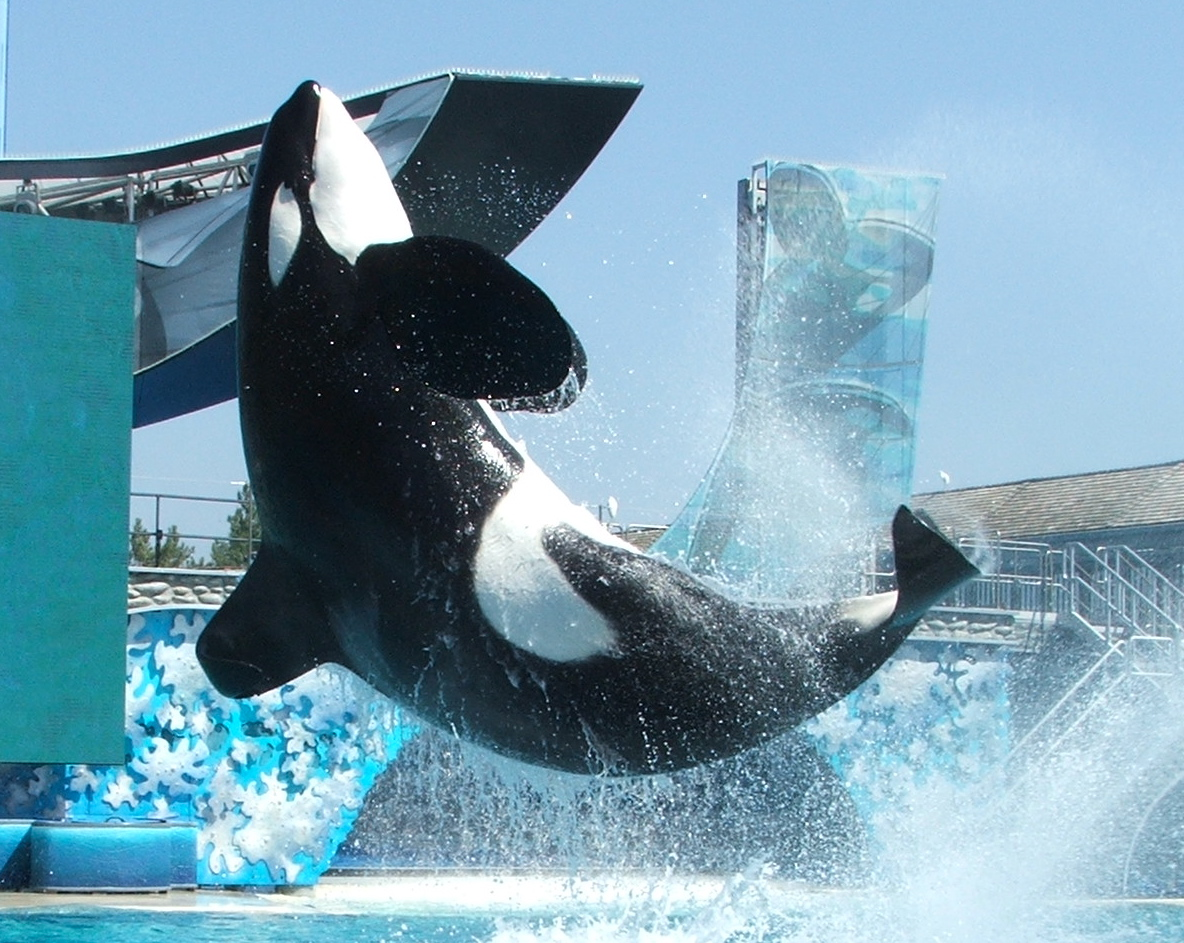
Ulises (une des orques du parc) en pleine représentation.

La principale attraction du parc au niveau des animaux est le spectacle d'orques. Mis en place dans le Shamu Stadium, les dix représentants de la mascotte du parc (« Shamu ») ont exercé dans un premier spectacle de dressage, qui a existé de l'ouverture du parc jusqu'en janvier 2017, pour être remplacé par un spectacle du nom de Orca Encounter et présenté comme étant plus éducatif sur la vie des orques. 
- Il y a 8 orques au Seaworld de San Diego : Corky 2 (58 ans), Ulises (46 ans), Orkid (35 ans), Keet (30 ans), Shouka (30 ans), Ikaika (21 ans), Kalia (19 ans) et Makani (10 ans)[3].

### L'orque Shamu
L'orque Shamu est la première orque du Seaworld de San Diego et du groupe Seaworld en général, son nom est donc devenu le nom de la mascotte des parcs Seaworld. Beaucoup de gens pensent que les orques des parcs seaworld se nomment toutes Shamu alors que ce n'est qu'un surnom.

### Dauphins

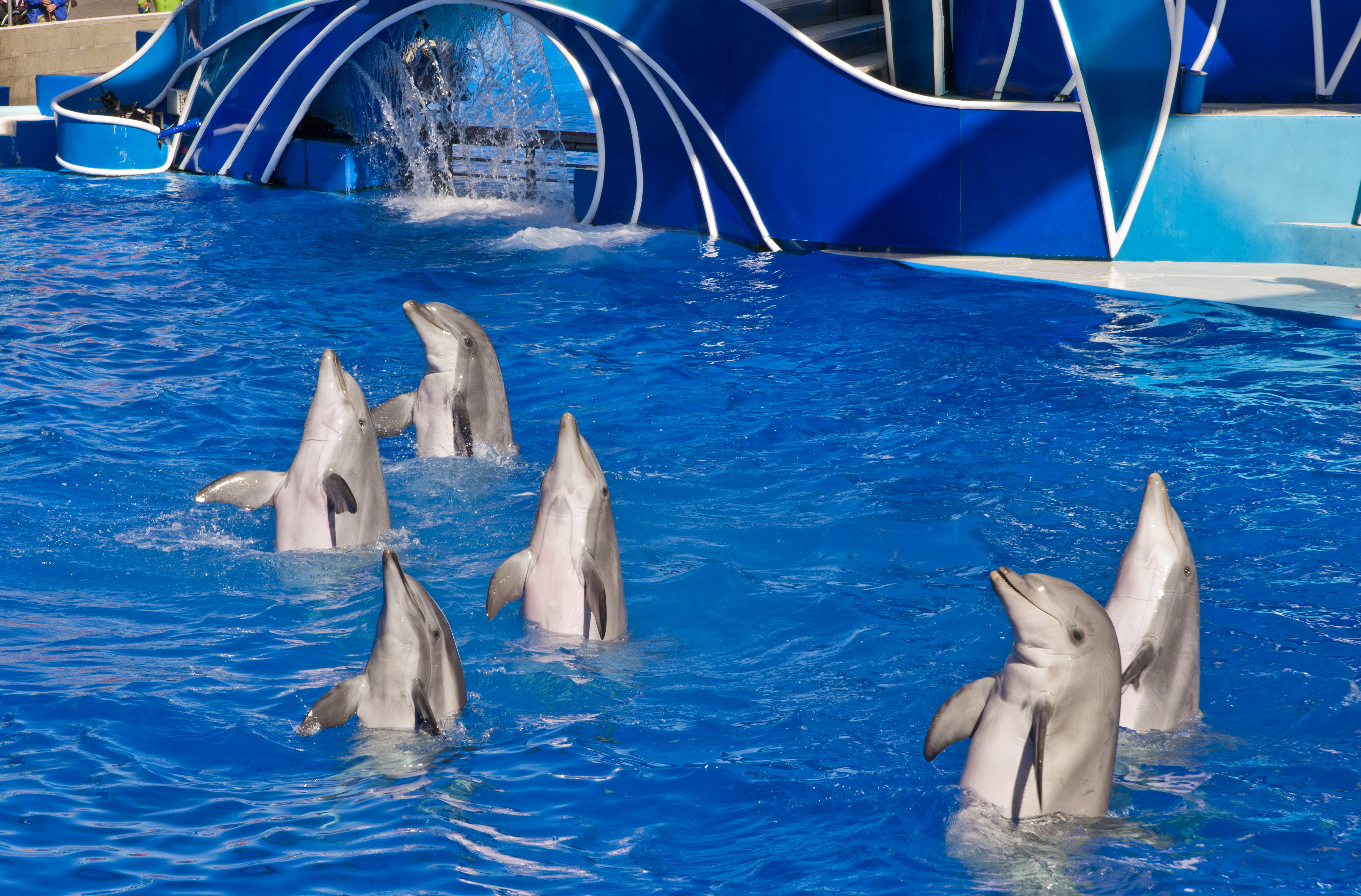
Dauphins

Les grands dauphins du parc sont visibles en alternance dans un spectacle de dressage et en bassin aquarium. Seaworld San Diego possède actuellement 32 grands dauphins dans plusieurs bassins :
Dolphin Point (14 dauphins) : Gracie (F-47 ans), Crunch (M-44 ans), Cometta (F-37 ans), Cascade (F-36 ans), Kolohe (F-35 ans), Dottie (F-33 ans), Razzle (M-31 ans), Tobie (F-30 ans), Belle (M-30 ans), Beaker (F-28 ans), Daphne (F-20 ans), Bugs (F-15 ans), Bodie (M-5 ans) et Sara (F-4 ans).
Dolphin Amphiteater (18 dauphins) : Sandy (F-41 ans), Melanie (F-30 ans), Bullet (F-27 ans), Malibu (F-22 ans), Corona (F-19 ans), Maguire (F-17 ans), Zana (F-16 ans), Venus (F-15 ans), Captain (F-14 ans), Cocoa (F-11 ans), Kali (F-11 ans), Kailani Koa (F-11 ans), Avalon (F-10 ans), Connie (F-8 ans), Lanikai (F-6 ans), Blue (M-1 an), Jack (M-7 mois) et Skye (F-7 mois).

### Baleines
Le parc possède deux baleines-pilote : Ava (F-12 ans) et Piper (F-11 ans).
Seaworld possède également 3 bélugas : Ferdinand (M-49 ans), Allua (F-41 ans) et Klondike (M-17 ans).

### Manchot empereur
Cette espèce est très rarement élevée en captivité. Le SeaWorld San Diego a réussi à élever des Manchots empereurs loin de l'Antarctique et où plus de 20 jeunes sont nés depuis 1980,. 

## Fréquentation
En 2013 il aurait accueilli entre 4,3 et 4,5 millions de visiteurs. En 2014 il aurait accueilli entre 3,77 et 3,79 millions de visiteurs. 